# Helen Woigk

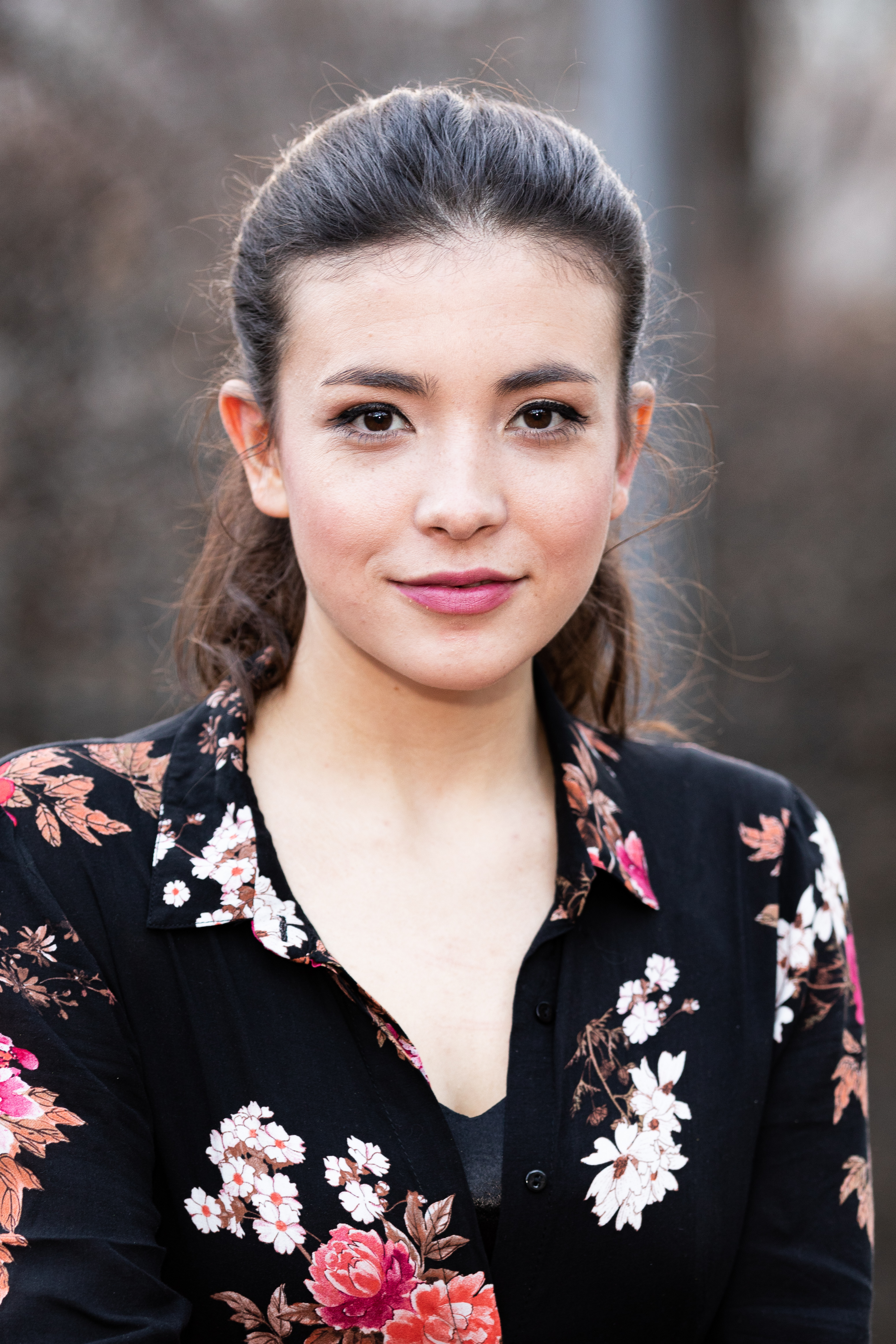
Helen Woigk, 2019

Helen Woigk (* 1995 in Konstanz als Helen Kayser) ist eine deutsche Schauspielerin.

## Leben
Helen Woigk ist die Tochter von Thomas Woigk und Gabriele Woigk (geb. Kayser), einer Enkelin des Gothaer Malers Otto Kayser. Woigk nahm ab ihrem 15. Lebensjahr Schauspielunterricht in Berlin. 2009 stand sie erstmals vor der Kamera in Tomasz Emil Rudziks Film Desperados on the Block. Ihre erste Hauptrolle spielte Helen Woigk in dem Kinofilm Das Leben ist nichts für Feiglinge. Einem größeren Fernsehpublikum wurde sie durch den Tatort Frühstück für immer (2014) bekannt.

## Filmografie (Auswahl)
- 2009: Desperados on the block
- 2009: Die Gräfin
- 2010: Das Geheimnis in Siebenbürgen
- 2012: Das Leben ist nichts für Feiglinge
- 2013: Ohne Dich
- 2013: Couchmovie
- 2014: Die Auserwählten
- 2014: Von jetzt an kein Zurück
- 2014: Tatort – Frühstück für immer
- 2014: Der Kriminalist – Das Liebste, was ich habe
- 2014: Besser spät als nie
- 2014, 2023: SOKO Leipzig (Fernsehserie, 5 Folgen)
- 2015: Großstadtrevier – Mondsüchtig
- 2015: Leberkäseland
- 2015: Sommerfreundin
- 2016: Dresden Mord – Nachtgestalten
- 2016: Nona
- 2017: Die Puppenspieler
- 2018: SOKO Stuttgart – Goldene Zeit
- seit 2018: Findher (Online-Fernsehserie für MDR Sputnik)
- 2019: Hüftkreisen mit Nancy (Fernsehfilm)
- 2019: Das Leben meiner Tochter
- 2019: Frau Jordan stellt gleich – Femen und Feuerwehr
- 2020: Ein Tisch in der Provence: Ärztin wider Willen
- 2020: Ein Tisch in der Provence: Hoffnung auf Heilung
- 2020: Der Lissabon-Krimi: Die verlorene Tochter
- 2021: Ein Tisch in der Provence: Zwei Ärzte im Aufbruch
- 2021: Ein Tisch in der Provence: Unverhoffte Töchter
- 2022: Notruf Hafenkante: Rivalen der Rennbahn

## Theater (Auswahl)
- 2016: Bad Hersfelder Festspiele – Hexenjagd (Inszenierung: Dieter Wedel)[5]